# Jumeirah
Jumeirah (arabiska: جُمَيْرَا, Jumayra) är en stadsdel i Dubai, Förenade Arabemiraten som ligger utefter havet och till största delen präglas av bostadsområden med exklusiva villor. Jumeirah är uppdelat i tre delar, Jumeirah 1, 2 och 3, och gränsar bland annat till stadsdelarna Satwa i norr, Umm Suqeim i väst samt Sheikh Zayed-vägen (Sheikh Zayed Road) i syd. Jumeirah är 7 km² till ytan, har cirka 26 500 invånare och är mest känt för sina badstränder samt lyxhotellen Burj Al Arab och Jumeirah Beach Hotel. 
I Jumeirah ligger dessutom Dubai Zoo.